# Privilège de la pairie
On appelle privilège de la pairie ((en) privilege of peerage) l'ensemble des privilèges spéciaux accordés aux membres de la pairie du Royaume-Uni. Il est à distinguer du privilège parlementaire qui, lui, ne s'applique qu'à ceux qui siègent à la Chambre des lords ou qui sont membres de la Chambre des Communes, et seulement lors de la séance du Parlement, et pendant quarante jours avant et après ladite séance.
Ces privilèges se sont perdus et érodés au fil des années. Trois seulement ont survécu jusqu'au XXe siècle : 
- le droit de se faire juger par d'autres pairs du royaume plutôt que par un jury de roturiers ;
- immunité à l'arrêt en ce qui est de matières civiles (mais non pas en affaires pénales) ;
- accès au souverain pour raison de lui donner conseil sur les affaires d'État[2].

Le droit au jugement par un jury de pairs a été aboli en 1948. La pensée juridique considère qu'en pratique un tel droit à l'immunité serait, le cas échéant, d'une étendue très restreinte.
Le droit de conseil ne s'exerce plus du tout. On avait conseillé sa révocation formelle en 1999, mais jusqu'alors une abolition formelle n'a jamais eu lieu. 
Les pairs jouissent par ailleurs de divers droits qui ne font formellement partie des privilèges de la noblesse que par coutume. Par exemple, les pairs ont le droit de porter une couronne à leurs armes, et de se servir de supports héraldiques.[réf. nécessaire]

## La mesure de ce privilège
Le privilège de la pairie s'étend à tout Temporal Lord (« seigneur temporel », par opposition au Lord Spiritual, i. e. « seigneur spirituel »), et n'a aucun rapport au droit de siéger à la Chambre des Lords, qui diffère du privilège de la pairie, et n'est de toute façon détenu que par certains pairs. Les pairs écossais en raison des Actes d'Union de 1707 et les pairs irlandais en raison de l'Acte d'Union de 1800, ainsi détiennent un privilège de la pairie. 
Dès 1800, les pairs irlandais ont le droit de se présenter aux élections comme candidat à la députation, mais ils perdent par conséquent leur privilège pour la durée de leur service à la chambre basse. Depuis 1999, les pairs héréditaires de l'Angleterre, de l'Écosse, de la Grande-Bretagne, et du Royaume-Uni qui ne siègent pas à la Chambre des Lords ont l'option de se présenter comme candidats à la Chambre des Communes. Leur privilège de la pairie ne se perd pas explicitement en raison de leur service. 
Tout pair, par contre, qui publiera un démenti en vertu des dispositions de la Loi de la pairie de 1963, perdra par conséquent tout privilège de pairie.
Le privilège de la pairie s'étend aux épouses et aux veuves de pairs. Une pairesse de mariage perdra son privilège dès lors de son mariage à un roturier, mais une pairesse suo jure, en revanche, ne le perdra pas.
Les personnes détenant des titres de courtoisie, cependant, ne disposent pas, en vertu de ces titres, de tels privilèges.  
Les Lords Spiritual (« seigneurs spirituels »), c'est-à-dire les 26 évêques et archevêques qui siègent à la Chambre des Lords, ne disposent pas non plus du privilège de la pairie, puisque depuis au moins 1621, ils se nomment Lords Spiritual, et non pas des pairs.

## Procès par les pairs

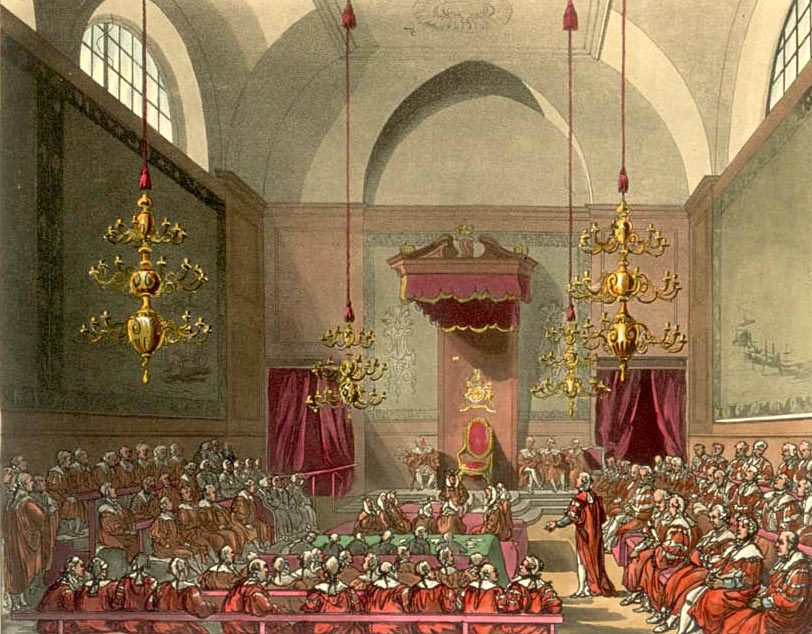
La Chambre des lords, c. 1810.

## Scandalum magnatum
À une certaine époque[Quand ?], l'honneur d'un pair était particulièrement protégée par la loi ; une médisance au sujet d'un roturier se nommait diffamation ou calomnie, mais au sujet d'un pair (ou d'un des grands officiers de l'État), on la qualifiait par l'expression latine scandalum magnatum. 
William Blackstone, juriste au XVIIIe siècle, fut de l'avis que :

« L'honneur des pairs est tellement prisé par la loi qu'elle punit beaucoup plus âprement les faux contes à leur égard ou a l'égard de certains autres grands officiers du royaume que ceux à l'égard de quidams, le scandale contre un pair prenant le nom curieux de scandalum magnatum, et étant sujet à des peines curieuses selon diverses lois antiques. »